# IC 4645
IC 4645 је патуљаста галаксија у сазвјежђу Херкул која се налази на листи објеката дубоког неба у Индекс каталогу.
Деклинација објекта је + 43° 6' 15" а ректасцензија 17h 14m 43,0s. Привидна величина (магнитуда) објекта IC 4645 износи 15,1 а фотографска магнитуда 15,7. IC 4645 је још познат и под ознакама CGCG 225-80, PGC 59915.